# Badminton-Ozeanienmeisterschaft 2014
Die Badminton-Ozeanienmeisterschaft 2014 fand vom 10. bis zum 15. Februar 2014 in Ballarat (Australien) statt. Es war die 9. Austragung dieser Kontinentalkämpfe im Badminton in Ozeanien.

## Medaillengewinner
| Disziplin    | Gold                                      | Silber                        | Bronze                                     |
| ------------ | ----------------------------------------- | ----------------------------- | ------------------------------------------ |
| Herreneinzel | Jeff Tho                                  | Ashwant Gobinathan            | Joe Wu                                     |
| Herreneinzel | Jeff Tho                                  | Ashwant Gobinathan            | Luke Chong                                 |
| Dameneinzel  | Verdet Kessler                            | Michelle Chan                 | Tara Pilven                                |
| Dameneinzel  | Verdet Kessler                            | Michelle Chan                 | Joy Lai                                    |
| Herrendoppel | Raymond Tam Glenn Warfe                   | Matthew Chau Sawan Serasinghe | Luke Chong Joel Findlay                    |
| Herrendoppel | Raymond Tam Glenn Warfe                   | Matthew Chau Sawan Serasinghe | Kevin Dennerly-Minturn Oliver Leydon-Davis |
| Damendoppel  | Jacqueline Guan Gronya Somerville         | Jacinta Joe Louisa Ma         | Tara Pilven Talia Saunders                 |
| Damendoppel  | Jacqueline Guan Gronya Somerville         | Jacinta Joe Louisa Ma         | He Tian Tang Renuga Veeran                 |
| Mixed        | Oliver Leydon-Davis Susannah Leydon-Davis | Matthew Chau Jacqueline Guan  | Luke Chong Talia Saunders                  |
| Mixed        | Oliver Leydon-Davis Susannah Leydon-Davis | Matthew Chau Jacqueline Guan  | Raymond Tam Gronya Somerville              |
| Mannschaft   | Australien                                | Neuseeland                    | Neukaledonien                              |